# Szibériai örvöslemming
A szibériai örvöslemming (Dicrostonyx torquatus) az emlősök (Mammalia) osztályának rágcsálók (Rodentia) rendjébe, ezen belül a hörcsögfélék (Cricetidae) családjába és a pocokformák (Arvicolinae) alcsaládjába tartozó faj.

## Előfordulása
Az örvös lemming Skandinávia és Észak-Ázsia területén található meg. A faj az úszó jégtábláknak köszönhetően újra és újra eljut a Spitzbergákra is.

## Megjelenése
Az állat küllemében és nagyságát tekintve a norvégiai lemmingez hasonló, vörhenyesbarna, fehér nyakörvvel. A többi európai lemmingfajjal ellentétben az örvös lemming télire átszíneződik, bundája csaknem fehér lesz, így alkalmazkodik élőhelyéhez.

## Életmódja
Az örvös lemming az észak-ázsiai tundra és erdős tundra, alacsony talajnövényzetével benőtt területeit részesíti előnyben. Miután az állományok erős mennyiségi változásoknak vannak kitéve, a legtöbb örvös lemming életmódja nagyon különbözik az egyes időszakokban. Ha csekély állománysűrűség idején félénkek és rejtőzködőek voltak, túlszaporodás idején sokat és nyíltan mozognak, és könnyű zsákmányai a legkülönbözőbb ragadozóknak.